# Félix Auger-Aliassime
Pour les articles homonymes, voir Auger et FAA.
Félix Auger-Aliassime, né le 8 août 2000 à Montréal, est un joueur de tennis canadien, professionnel depuis 2017.
Il devient en 2015 le plus jeune joueur à avoir été classé dans les 800 premiers joueurs mondiaux et le premier joueur né dans les années 2000 à avoir un classement mondial. En février 2019, il devient le premier joueur né en 2000 à intégrer le top 100.
En 2020, il obtient un titre ATP en double, au Masters 1000 de Paris-Bercy, remporté aux côtés de Hubert Hurkacz.
En 2022, il remporte son premier titre ATP en simple au tournoi ATP 500 de Rotterdam en battant en finale Stéfanos Tsitsipás. Il avait auparavant perdu ses huit premières finales sur le circuit.
Son entraîneur est Frédéric Fontang.
Il est lauréat du prix Lionel-Conacher en 2022 remis au sportif canadien de l'année par la presse canadienne.

## Biographie

### Jeunesse et vie personnelle
Félix Auger-Aliassime naît le 8 août 2000 à Montréal,,, grandit à L'Ancienne-Lorette, près de la ville de Québec. Son père, Sam, est originaire du Togo, et sa mère, Marie, est québécoise. Il a une sœur aînée, Malika, qui joue également au tennis.
Son père l'initie au tennis dès l'âge de quatre ans. Il se développe en tant que joueur au fil des années en fréquentant notamment le club de tennis de l'Ancienne-Lorette et l'Académie de tennis Hérisset-Bordeleau (Club Avantage) à Québec. Il est membre du Centre national de Tennis Canada à Montréal à partir de l'automne 2014.
Il réside fiscalement à Monte-Carlo.
Il pratique aussi le piano et soutient les Canadiens de Montréal, dans le cadre de la Ligue nationale de hockey,.

### Engagement humanitaire
Début 2020, cherchant à donner selon lui « plus de sens à [sa] carrière », il lance le projet #FAAPointsforChange, qui permet de financer le programme « EduChange » afin de favoriser la scolarisation des enfants plus vulnérables et de mettre un frein à la violence qu’ils subissent.
À chaque point marqué lors d'un match officiel, Félix Auger-Aliassime s'engage à donner 5 $ au programme EduChange, piloté par l'association humanitaire Care International, qui finance l'éducation dans la région de la Kara au Togo. Il est soutenu dans cette action par le groupe BNP Paribas qui ajoute 15 $ à chaque point marqué, d'où un total de 20 $ par point.
Du fait de l'interruption de la saison entre mars et juin 2020 à cause de la pandémie de Covid-19, Félix Auger-Aliassime maintient ses dons, en se basant sur ses résultats obtenus en 2019, dans les compétitions annulées.
Le 15 décembre 2023, Félix Auger-Aliassime, originaire du Québec, s'est vu décerner le prix humanitaire Arthur Ashe de l'ATP. Il a été salué notamment pour son engagement dans la promotion d'initiatives éducatives dans le pays d'origine de son père, le Togo.
Depuis 2023, il est le porte-parole officiel de la Fondation CHU Sainte-Justine pour la campagne « Voir grand », la plus importante campagne de financement jamais menée par un centre hospitalier au Québec, qui a pour ambition de réunir 500 millions de dollars d'ici 2028. Étant lui-même né à l'Hôpital Sainte-Justine, il a un fort attachement à cet établissement et rend visite régulièrement aux enfants à l'hôpital.

## Carrière

### Parcours junior
En 2012, il remporte le tournoi Super 12 d'Auray, avec un an d'avance sur sa catégorie d'âge,.

#### 2015: US Open en double garçons et Coupe Davis Junior
Il devient en 2015 le plus jeune joueur à avoir été classé dans les 800 premiers joueurs mondiaux et le premier joueur né dans les années 2000 à avoir un classement mondial. Il participe pour la première fois à l'US Open chez les juniors. Il est éliminé au 2e tour en simple mais remporte le tournoi en double avec son compatriote Denis Shapovalov face à la paire américaine Brandon Hold et Riley Smith. Quelques mois plus tard, avec ses compatriotes Denis Shapovalov et Benjamin Sigouin, il permet au Canada de remporter la Coupe Davis Junior.

#### 2016: US Open en simple garçons
En 2016, lors de l'Open d'Australie, il est éliminé au 3e tour en simple et au 1er tour en double. Il est finaliste du tournoi junior de Roland-Garros, battu par le Français Geoffrey Blancaneaux (1-6, 6-3, 8-6), après avoir obtenu trois balles de match. Il perd au 2e tour en double. À Wimbledon, il est finaliste en double avec Denis Shapovalov et perd contre Stéfanos Tsitsipás et Kenneth Raisma. Il remporte ensuite le titre simple junior de l'US Open en l’emportant en deux manches expéditives (6-3, 6-0) sur le Serbe Miomir Kecmanović. Lors de ce tournoi, il atteint également la finale du double junior avec son compatriote Benjamin Sigouin et perd contre Juan Carlos Aguilar et Felipe Meligeni Alves. En Coupe Davis Junior, il perd avec ses compatriotes canadiens Nicaise Muamba et Chih-Chi Huang en finale face à la Russie. Il finit l'année à la 4e place du classement mondial junior.

### 2015 - 2017: Débuts professionnels, deux titres en Challenger

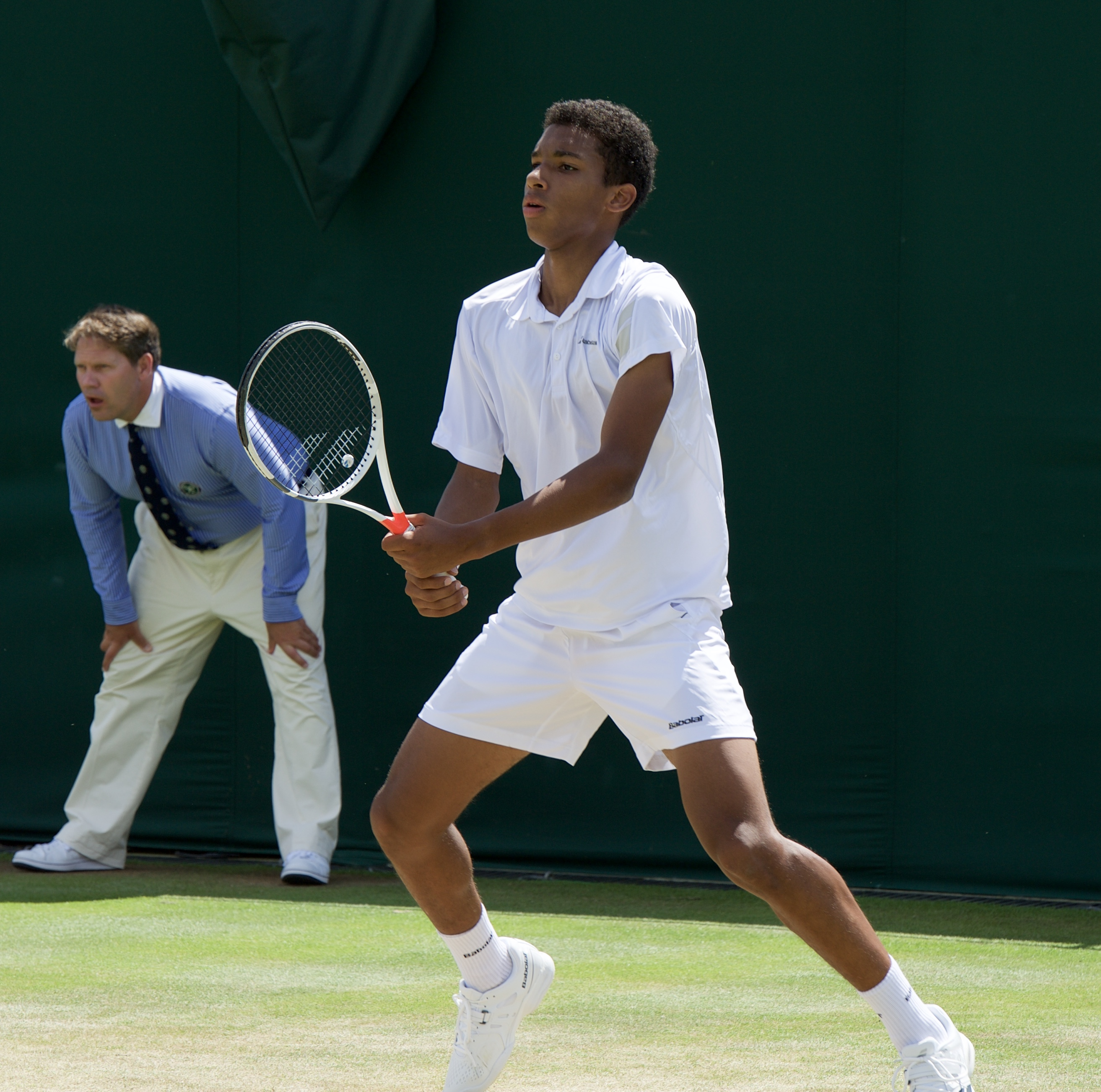
Auger-Aliassime à Wimbledon en 2016.

En parallèle de sa carrière chez les juniors, Félix Auger-Aliassime entame un parcours dans les tournois Futures et Challenger. En mars 2015, lors du Tournoi Challenger de Drummondville, il devient à 14 ans et demi, le joueur le plus jeune de l'histoire à se qualifier à un tournoi Challenger. À l'issue de ses qualifications, il est contraint d'abandonner à cause de tensions abdominales. Ces qualifications lui permettent néanmoins de devenir le premier joueur né en 2000 à avoir un classement ATP. Quelques mois plus tard, à l'aube de ses 15 ans, il atteint les quarts de finale au Challenger de Granby puis s'incline contre le Japonais Yoshihito Nishioka.
Après sa victoire à Flushing Meadows en simple garçons, Auger-Aliassime passe au niveau professionnel. Frédéric Fontang le rejoint comme entraîneur en novembre 2016. En 2016, il remporte deux tournois Futures. L'année suivante, Félix remporte son premier tournoi Futures au Canada. Le 12 mars 2017, après une dure bataille de plus de deux heures, il gagne la finale du tournoi Futures de Sherbrooke avec une victoire contre le Français Gleb Sakharov avec un score de 3-6, 6-3, 6-4. Pour le Français, Il s'agissait d'une deuxième défaite de suite en autant de semaines en finale, ce dernier ayant perdu la semaine précédente contre Denis Shapovalov au tournoi Futures de Gatineau. En juin 2017, il remporte le Challenger de Lyon en défaisant Mathias Bourgue en finale (6-4, 6-1). En septembre 2017, il remporte le Challenger de Séville en battant en finale Íñigo Cervantes (64-7, 6-3, 6-3). Il devient le plus jeune, depuis Rafael Nadal en 2002, à entrer dans le top 200 (168e).

### 2018: Premiers tournois ATP, deux titres en Challenger
L'année 2018 permet au grand public de découvrir Félix Auger-Aliassime. Après avoir intégré le top 200 en 2017, il se rapproche fortement du top 100 grâce à plusieurs performances intéressantes.
Après avoir passé les qualifications, il gagne son premier match sur le circuit ATP contre son compatriote Vasek Pospisil à Indian Wells, puis s'incline au 2e tour face à un autre Canadien, Milos Raonic.
Après des échecs précoces lors de la saison sur terre battue, que ce soit sur le circuit Challenger ou ATP, Félix Auger-Aliassime remporte le tournoi Challenger de Lyon. Il enchaîne alors avec une finale à Blois où le Néerlandais Scott Griekspoor met fin à sa série de neuf victoires consécutives pour seulement deux sets perdus.
Sur le circuit ATP, il bat notamment Andrej Martin au premier tour du tournoi d'Umag, avant de s'incliner face à Andrey Rublev, alors de retour de blessure. À Gstaad, il s'impose face à Guido Andreozzi puis chute devant Viktor Galović.
Sa nouvelle performance retentissante arrive au tournoi de Toronto où il fait chuter Lucas Pouille, membre du top 20. Bien que la saison du Français soit en demi-teinte, la performance atteste du potentiel du Canadien. Ce dernier s'incline d'un rien face à Daniil Medvedev au tour suivant, concédant la défaite au tie-break du troisième set.
Pendant cette saison, il participe pour la première fois à un tournoi du Grand Chelem lors de l'US Open. Il réussit les qualifications mais est contraint d'abandonner au 1er tour face à Denis Shapovalov du fait de palpitations au cœur.

### 2019: Premières finales ATP à Rio, Lyon et Stuttgart, 1/2 finale en Masters 1000 à Miami et entrée dans le top 20
En février, grâce à une wild card, il participe au tournoi ATP 500 de Rio de Janeiro et atteint sa première finale sur le circuit ATP après avoir battu notamment le 16e mondial Fabio Fognini au premier tour (6-2, 6-3) et Pablo Cuevas en demi-finale (6-3, 3-6, 6-3),. Il s'incline face à Laslo Djere (3-6, 5-7).

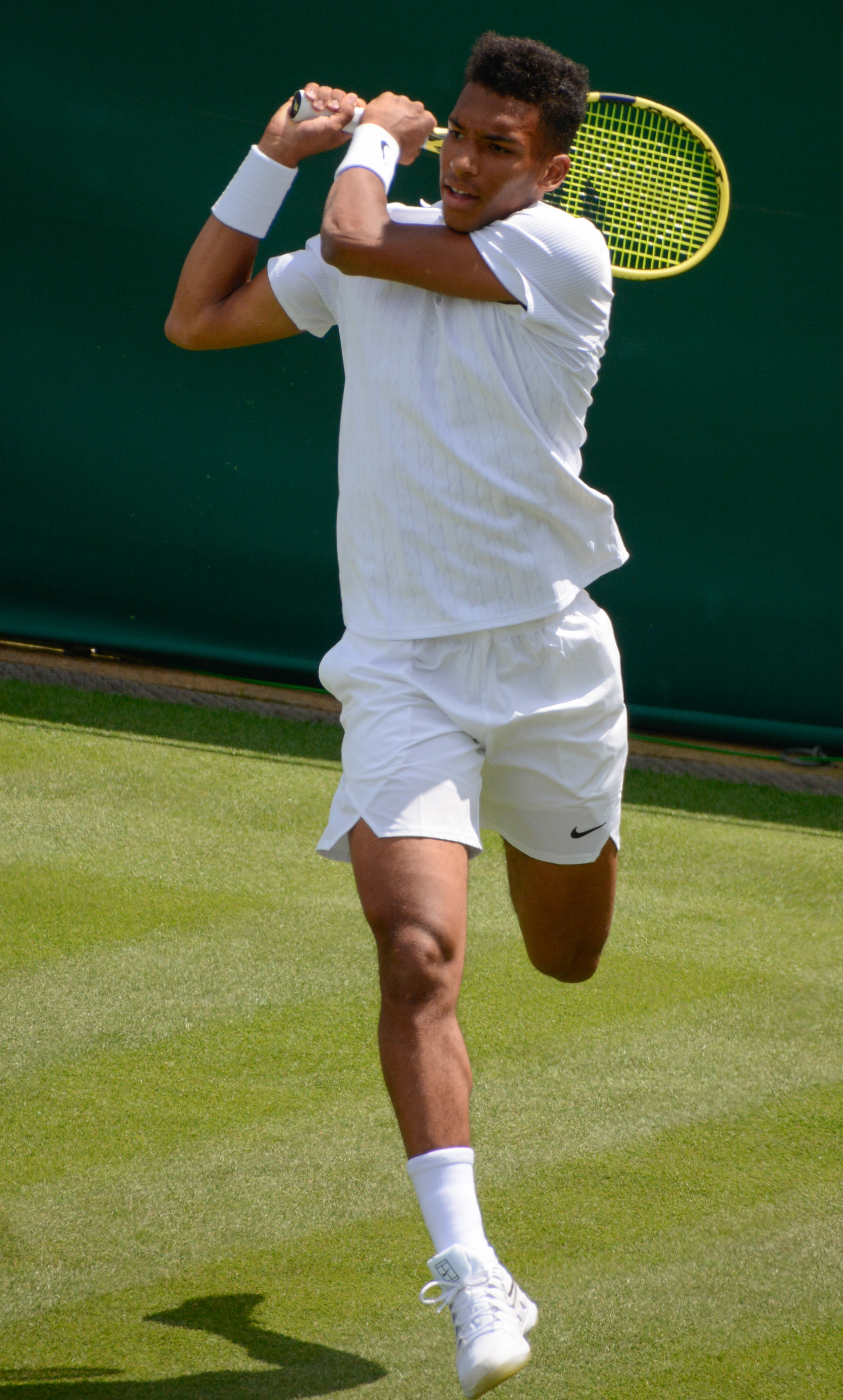
Auger-Aliassime à Wimbledon en 2019.

Il monte la semaine suivante à la 60e place du classement ATP et devient le premier joueur né en 2000 à intégrer le top 100 mondial. Une semaine plus tard, lors du tournoi du Brésil à São Paulo, il s'incline encore contre Djere, en quart de finale cette fois (2-6, 6-3, 3-6) après des victoires sur Pablo Cuevas et Albert Ramos-Viñolas.
Le 9 mars, lors du Masters d'Indian Wells, il élimine la tête de série no 9 Stéfanos Tsitsipás au 2e tour (6-4, 6-2) en 1 h 17. Ce succès marque sa première victoire sur un membre du top 10 mondial. Au tour suivant, il perd contre le Japonais Yoshihito Nishioka en trois sets (7-62, 4-6, 65-7) après 2 h 55 de jeu. Au Masters de Miami, il se qualifie pour le tableau principal puis s'impose contre un autre qualifié Casper Ruud, Márton Fucsovics (6-4, 4-6, 6-0), le Polonais Hubert Hurkacz (7-65, 6-4) en forme également et la tête de série no 17 Nikoloz Basilashvili (7-64, 6-4). Il atteint ainsi les quarts de finale où il bat en 1 h 48 de jeu Borna Ćorić, tête de série no 13 (7-63, 6-2). Il devient ainsi le plus jeune demi-finaliste masculin de l'histoire du tournoi,. Il s'incline au tour suivant face à la tête de série no 7 et tenant du titre John Isner (63-7, 64-7) en 1 h 53 alors qu'il menait lors de chacun des sets. Ce match constitue aussi sa première défaite face à un joueur du top 20, mettant fin à une série de 5 victoires. Ce tournoi lui permet la semaine suivante d'intégrer le top 40 du classement ATP.
Il s'incline au Masters de Monte-Carlo dès le 2e tour face à Alexander Zverev (1-6, 4-6). Tête de série no 16 au tournoi ATP 500 de Barcelone, il est éliminé par le Japonais Kei Nishikori en 1/8 de finale (1-6, 3-6). Il atteint la 30e place mondiale à l'issue de ce tournoi. Au Masters de Madrid, il bat au premier tour Denis Shapovalov (6-2, 7-67) et perd au tour suivant contre Rafael Nadal (3-6, 3-6). La semaine suivante, il est éliminé au premier tour du Masters de Rome par le Croate Borna Ćorić (7-64, 3-6, 4-6). Tête de série no 4 à Lyon, il atteint pour la deuxième fois de l'année une finale ATP après avoir éliminé en demi-finale la tête de série no 1 Nikoloz Basilashvili (2-6, 7-63, 6-4) en renversant la situation. Mais s'incline contre Benoît Paire (4-6, 3-6). La semaine suivante, blessé aux adducteurs, il déclare forfait pour Roland-Garros.
Au tournoi de Stuttgart, il commence sa saison sur gazon en battant successivement Ernests Gulbis (7-5, 6-3), Gilles Simon (7-5, 6-4) puis dans un match serré l'excentrique Dustin Brown (7-63, 62-7, 7-62) qui craque alors qu'il sert pour le match à 5-4. Félix Auger-Aliassime égalise puis remporte son service et Brown fait de même. Il domine le tie-break décisif (7-2). Il se retrouve en finale à la suite du forfait de Milos Raonic en demi-finale. Face à l'Italien Matteo Berrettini, il s'incline en deux sets (4-6, 611-7). Le deuxième set se jouant au tie-break est très serré et se termine (13-11) en faveur de l'Italien. C'est la 3e finale de Félix Auger-Aliassime de l'année et son 3e revers.
Il continue sa saison sur gazon au Queen's où il perd (7-63, 3-6, 4-6) en demi-finale contre le vainqueur du tournoi Feliciano López., malgré des victoires sur Nick Kyrgios et Stéfanos Tsitsipás. À Wimbledon, il perd au 3e tour contre Ugo Humbert (4-6, 5-7, 3-6).
Il joue le Masters du Canada et il bat Vasek Pospisil puis Milos Raonic. En huitièmes il perd contre le huitième mondial, Karen Khachanov (7-67, 5-7, 3-6) en 2 h 50 de jeu alors que, le jour de son anniversaire, le public l’applaudit très fort après le gain du premier set (Kachanov demandera même à l’arbitre de les faire taire).
Blessé en fin de saison, il renonce à jouer le Masters de Paris-Bercy et déclare forfait aux Next Generation ATP Finals malgré sa qualification dès le 9 octobre.

### 2020: 3 nouvelles finales et premier 1/8 de finale en Grand Chelem
Félix Auger-Aliassime commence son année à l'ATP Cup avec Denis Shapovalov. En poule, il bat le Grec Michail Pervolarakis facilement, puis s'incline en deux manche face à l'Australien John Millman et de chuter contre l'Allemand Jan-Lennard Struff. Ils gagnent le double décisif pour se qualifier en quart de finale. Contre la Serbie, il perd son simple face à Dušan Lajović et le double. Il enchaîne à Adélaïde en étant tête de série numéro 2, passant les Australiens James Duckworth et Alex Bolt, mais s'inclinant dans une grosse rencontre (65-7, 7-67, 4-6) face au futur vainqueur, le Russe Andrey Rublev.
En indoor, au mois de février, Félix participe au tournoi de Rotterdam. Il bat Jan-Lennard Struff en trois sets, Grigor Dimitrov (6-4, 6-2), puis la surprise Aljaž Bedene et dans le dernier carré, l'Espagnol Pablo Carreño Busta (7-62, 6-4). 4e échec en finale de tournoi, face au Français Gaël Monfils (2-6, 4-6). La semaine suivante, il enchaîne à Marseille avec une nouvelle finale après sa victoire (7-5, 7-62) sur le Français Gilles Simon en demie. Le Canadien échoue à nouveau sur la dernière marche (3-6, 4-6) face à Stéfanos Tsitsipás.
Après la suspension du circuit ATP à cause de la pandémie de Covid-19, Félix Auger-Aliassime participe au Masters de Cincinnati qui se déroule à New York mais s'incline au second tour face à l'Américain Tennys Sandgren en trois set.
Il atteint pour la première fois de sa carrière, la deuxième semaine en grand chelem lors de l'US Open. Après des victoires sur Thiago Monterio (6-3, 67-7, 7-66, 7-66) puis sur l’ancien numéro un, Andy Murray (6-2, 6-3, 6-4) et le Français Corentin Moutet (6-0, 6-1, 6-4). Il perd en 1/8 de finale face à Dominic Thiem (64-7, 1-6, 1-6) en un peu plus de deux heures après un premier set accroché, qui remportera son premier Grand Chelem.
En octobre, il participe aux tournois indoor se déroulant en Allemagne, d'abord le Cologne I. Battant le qualifié Henri Laaksonen, puis Radu Albot avant de perdre un set face à Roberto Bautista-Agut, Auger-Aliassime se qualifie pour sa 3e finale de la saison. Il perd de nouveau à ce stade face au local, Alexander Zverev (3-6, 3-6). Enfin au Cologne II, il atteint les demi-finales plus difficilement et chute (4-6, 7-5, 4-6) aux portes de la finale face à l'Argentin Diego Schwartzman.

### 2021: 2 finales et 1/2 finale à l'US Open
Il commence bien l’année à Melbourne en atteignant une finale après des belles victoires notamment contre Jiří Veselý et Corentin Moutet. Il s’incline en finale contre Daniel Evans, qui remporte alors le premier titre de sa carrière.
À l’Open d’Australie, il passe Cedrik-Marcel Stebe puis le local James Duckworth avant de bousculer Denis Shapovalov, 12e mondial et tête de série no 11. Néanmoins, il s’incline contre le qualifié Aslan Karatsev après avoir mené 2 sets à zéro. Puis, il y a les tournois indoors où il déçoit (2-2) en perdant au premier tour de Rotterdam contre Kei Nishikori et en quart du tournoi de Acapulco contre Stéfanos Tsitsipás. Il enchaîne avec Miami où il perd contre le même adversaire qu'en 2019, John Isner, sur le même score de deux tie-breaks, mais cette fois au troisième tour.
Le 8 avril, Toni Nadal, ancien coach de l'ancien numéro 1 mondial Rafael Nadal, annonce qu'il devient son entraîneur, aux côtés de Frédéric Fontang.
Sur terre battue, il joue à Monte Carlo et perd d’entrée face à Cristian Garín. Ensuite, il se rend en quart de finale à Barcelone, où il s’incline contre Stéfanos Tsitsipás.
À Wimbledon, après avoir battu le Suédois Mikael Ymer en 4 sets, puis l'Australien Nick Kyrgios, il crée l'exploit, en battant la tête de série no 4, Alexander Zverev, lundi 5 juillet 2021 par 6-4, 7-66, 3-6, 3-6 et 6-4 au 5e set, et se qualifie pour la première fois en quart de finale d'un tournoi du Grand Chelem. Il joue son quart de finale, mercredi 7 juillet 2021 à 11 h, contre Matteo Berrettini, tête de série no 7, et joueur de sa taille (1,96 m contre 1,93 m) mais perd en quatre sets.
À l'US Open, il atteint les demi-finales pour la première fois en Grand Chelem en battant notamment Roberto Bautista-Agut au troisième tour et le jeune Carlos Alcaraz sur abandon en quarts.
Au cours du mois de juillet et août, il occupait la position de 10e au rang. Il finit la saison au 14e rang. Le 22 décembre 2021, Tennis Canada nomme Félix Auger-Aliassime joueur masculin de l'année, joueur de simple de l'année et, pour une seconde fois dans sa carrière, joueur le plus amélioré. Il termine l'année avec une fiche de 38-24.

### 2022. Victorieux à l'ATP Cup et en Coupe Davis, 4 titres et6emondial

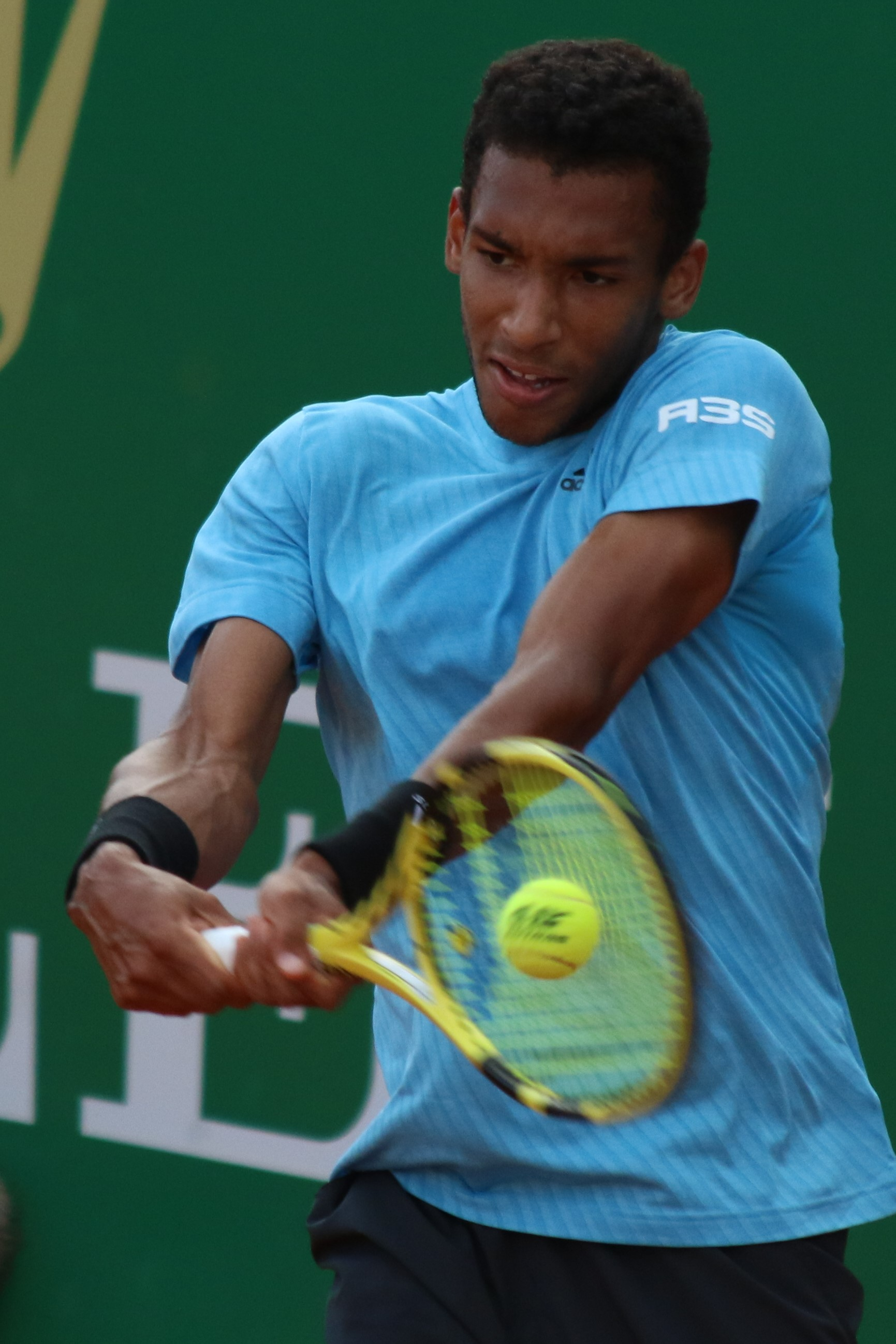
Félix Auger-Aliassime au Masters 1000 de Monte-Carlo en 2022.

Il commence l'année à l'ATP Cup au cours de laquelle il bat le Britannique Cameron Norrie (7-64, 6-3), l'Allemand Alexander Zverev (6-4, 4-6, 6-3) et l'Espagnol Roberto Bautista-Agut (7-63, 6-3). Il essuie deux défaites contre l'Américain Taylor Fritz et le Russe Daniil Medvedev. À la suite de ce tournoi, il réintègre le top 10.
Il joue ensuite l'Open d'Australie et débute le premier Grand Chelem de l'année par une victoire contre le Finlandais Emil Ruusuvuori, alors qu'il est mené deux sets à un (6-4, 0-6, 3-6, 6-3, 6-4). Il s'impose ensuite contre Alejandro Davidovich Fokina en quatre tie-breaks (7-64, 64-7, 7-65, 7-64). Il franchit le troisième tour avec plus de facilités contre Daniel Evans (6-4, 6-1, 6-1). Il est confronté au Croate Marin Čilić, ancien finaliste et qu'il n'a jamais battu en trois confrontations. Il s'impose pour la première fois contre son adversaire (2-6, 7-67, 6-2, 7-64) et atteint pour la première fois les quarts de finale dans ce tournoi. Il s'incline contre le numéro deux mondial Daniil Medvedev, au terme d'une bataille en cinq sets, au cours de laquelle il a obtenu une balle de match et mené deux sets à zéro (7-64, 6-3, 62-7, 5-7, 4-6).
Il joue en février le tournoi de Rotterdam et emporte le premier titre de sa carrière avec des victoires sur Andy Murray, Cameron Norrie, Andrey Rublev et Stéfanos Tsitsipás. Il joue la semaine suivante à Marseille et atteint la finale, où il est battu par Andrey Rublev en deux sets.
Les semaines suivantes apparaissent plus mitigées, avec trois éliminations au premier tour des Masters 1000 d'Indian Wells, Miami et Monte-Carlo. Il atteint par la suite les quarts de finale des tournois de Barcelone, d'Estoril, Madrid et Rome.
À Roland-Garros, il franchit le premier tour en remontant un handicap de deux sets à zéro contre le qualifié péruvien Juan Pablo Varillas (2-6, 2-6, 6-1, 6-3, 6-3). C'est la première fois en 4 participations qu'il franchit le premier tour des Internationaux de France. Il écarte ensuite l'Argentin Camilo Ugo Carabelli et le Serbe Filip Krajinović. Il est éliminé à la suite de sa défaite en cinq manches contre Rafael Nadal, tête de série numéro 5 (6-3, 3-6, 2-6, 6-3, 3-6).
Il dispute en juin le tournoi de Bois-le-Duc sur gazon, et s'incline en demi-finale contre le Néerlandais Tim van Rijthoven, classé 20e mondial, en trois sets, le futur vainqueur surprise du tournoi. La semaine suivante, il atteint les quarts de finale durant le tournoi de Halle, où il perd contre le Polonais Hubert Hurkacz en deux tie-breaks (62-7, 64-7).
Il perd en entrée à Wimbledon contre l'Américain Maxime Cressy, au terme d'un combat de 4 h 15 en quatre sets et trois tie-breaks (7-65, 4-6, 69-7, 65-7) et mi-juillet à Newport contre l'Australien Jason Kubler (6-4, 3-6, 64-7), 102e mondial.
Il enchaîne par la suite une demi-finale à Los Cabos, stoppé par le Britannique Cameron Norrie (4-6, 6-3, 6-3), puis deux quarts de finale dans son pays natal à Montréal, en prenant sa revanche contre le Britannique en huitièmes, et battu par le Norvégien Casper Ruud (1-6, 2-6), puis à Cincinnati, éliminant l'Italien Jannik Sinner (2-6, 7-61, 6-1) en huitièmes de finales, mais battu au tour suivant par le futur vainqueur surprise du tournoi, le Croate Borna Ćorić (4-6, 4-6).
Il dispute l'US Open fin août et bat le Suisse Alexander Ritschard (6-3, 6-4, 3-6, 6-3) puis est battu par le Britannique Jack Draper au deuxième tour (4-6, 4-6, 4-6). Il sort du top 10 à la suite de ce tournoi. Il obtient ensuite deux victoires de prestige, à la Coupe Davis contre le jeune numéro un mondial Carlos Alcaraz (63-7, 6-4, 6-2), puis contre Novak Djokovic à la Laver Cup (6-3, 7-63), ce qui permettra de remporter à la Team Monde pour la première fois le tournoi.
Battu début octobre d'entrée par l'Espagnol Roberto Bautista-Agut à Astana, il se relance la semaine suivante à Florence, en se défaisant d'Oscar Otte, de Brandon Nakashima, du local Lorenzo Musetti et de l'Américain Jeffrey John Wolf en finale (6-4, 6-4). C'est le deuxième titre de sa carrière, le second cette année. Il enchaîne la semaine suivante avec des victoires sur le qualifié Manuel Guinard (6-3, 6-3), Daniel Evans (4-6, 7-64, 6-2), Richard Gasquet en deux tie-breaks, et l'Américain Sebastian Korda (6-3, 6-4) en finale du tournoi d'Anvers pour remporter son deuxième titre en deux semaines.
Le 26 octobre, il entame son troisième tournoi de suite à Bâle, avec une victoire sur le Suisse Marc-Andrea Hüsler (63-7, 6-4, 6-4). Il bat ensuite le Serbe Miomir Kecmanović (6-1, 6-0). En quart de finale, il affronte le Kazakh Alexander Bublik qu'il défait en 2 manches (6-2, 6-3). Il affronte en demi-finale l'Espagnol Carlos Alcaraz, classé numéro 1 mondial. Il met seulement 2 manches pour le vaincre (6-3, 6-2). Pour la finale, sa troisième de suite en 3 semaines, il se frotte au Danois Holger Rune. Et pour le troisième tournoi de suite, il remporte la finale sur le score de 6-3 et 7-5.
Le 3 novembre, il ressort victorieux (6-1, 6-3) du dernier match de la carrière du Français Gilles Simon, un de ses amis sur le circuit, au Masters de Paris-Bercy. Le surlendemain, après une victoire face à Frances Tiafoe la veille, sa série d'invincibilité, débutée un mois plus tôt, prend fin en demi-finale face au Danois Holger Rune. Il aura remporté trois tournois, dont son second ATP 500, égalé sa meilleur performance en Masters 1000, qui remonte au tournoi de Miami 2019 et décroché sa première qualification pour les Masters de fin d'année.
Le 7 novembre, il atteint le meilleur classement de sa carrière en devenant no 6 mondial.
Il est élu par Tennis Canada, joueur par excellence et joueur simple de l'année le 15 décembre 2022. C'est la deuxième saison consécutive où il remporte ces titres.

### 2023:5etitre ATP à Bâle mais saison difficile marquée par des blessures et sortie du top 10
Félix Auger-Aliassime commence l'année par le tournoi d'Adelaïde 1. Il y est battu d'entrée par le local et qualifié Alexei Popyrin (4-6, 65-7). Mi-janvier, il dispute l'Open d'Australie et commence par une victoire contre son compatriote Vasek Pospisil (1-6, 7-63, 7-64, 6-3), puis remonte un handicap de deux sets à zéro contre le Slovaque Alex Molčan (3-6, 3-6, 6-3, 6-2, 6-2). Il écarte Francisco Cerúndolo (6-1, 3-6, 6-1, 6-4) pour rallier les huitièmes de finale. Il est éliminé aux portes des quarts de finale par la surprise du tournoi, le jeune Tchèque Jiří Lehečka (6-4, 3-6, 62-7, 63-7).
Mi-février il entame la défense de son premier titre à Rotterdam. Il remporte ses deux premières rencontres contre l'Italien Lorenzo Sonego (6-2, 6-3) et le Français Grégoire Barrère (6-4, 6-3) puis s'incline en quarts de finale contre l'ex-numéro un mondial Daniil Medvedev (2-6, 4-6), qui gagnera le tournoi. Une semaine plus tard, il s'envole pour Doha où il bat l'Australien Jason Kubler (4-6, 6-1, 6-4) et l'Espagnol Alejandro Davidovich Fokina (6-4, 7-65) puis se fait surprendre de nouveau par le Russe Daniil Medvedev (4-6, 67-7), en forme, en demi-finale, qui remportera quelques jours plus tard son deuxième titre en deux semaines. À Dubaï, il élimine l'Américain Maxime Cressy (7-64, 3-6, 6-3) puis est sorti par l'Italien Lorenzo Sonego (64-7, 4-6) dès le deuxième tour.
Quelques semaines plus tard, il obtient un bon résultat en ralliant les quarts de finale à Indian Wells pour la première fois de sa carrière. Il bat sur sa route l'Espagnol Pedro Martínez (7-65, 6-4), l'Argentin Francisco Cerúndolo (7-5, 6-4) et l'Américain Tommy Paul, demi-finaliste de l'Open d'Australie en début d'année (3-6, 6-3, 7-66) en sauvant six balles de match. Il est écarté par le numéro deux mondial Carlos Alcaraz (4-6, 4-6), futur vainqueur du Masters 1000. Au Masters de Miami, il sort en deux tie-breaks le Brésilien Thiago Monteiro au deuxième tour puis est battu par l'Argentin Francisco Cerúndolo, demi-finaliste l'année précédente, au tour suivant (2-6, 5-7).
Sa saison sur terre battue est compliquée. Il annonce début avril son forfait pour le tournoi de Monte-Carlo à cause de douleurs au genou gauche et reprend la compétition quelques semaines plus tard à Madrid. Pour son premier match, il est confronté à Dušan Lajović, victorieux à Banja Luka la semaine précédente. Il s'incline au premier tour en trois sets (2-6, 6-3, 65-7), tout comme à Rome contre le qualifié Alexei Popyrin (4-6, 6-4, 5-7). La semaine suivante, il remporte son premier match sur ocre de la saison contre la qualifié Pablo Llamas Ruiz (7-5, 6-2) mais déclare forfait au tour suivant, victime d'une blessure à l'épaule droite. Il confirme ses difficultés en ne dépassant pas le premier tour à Roland-Garros, perdant son premier match contre l'Italien Fabio Fognini (4-6, 4-6, 3-6).
Il s'aligne au tournoi de Wimbledon, son seul tournoi sur gazon de la saison mais comme l'année précédente, il tombe contre un Américain, le repêché Michael Mmoh en quatre sets (64-7, 7-64, 64-7, 4-6), qui gagne un match sur le gazon londonien pour la première fois de sa carrière. Il perd un troisième match d'affilée à Washington contre le Japonais Yosuke Watanuki en deux tie-breaks, confirmant ses grandes difficultés. Présent au Masters du Canada, dans son pays natal, il s'y incline pour la première fois de sa carrière au premier tour contre la qualifié australien Max Purcell (4-6, 4-6). Il s'agit de sa quatrième défaite d'affilée et de sa première défaite au premier tour d'un Masters 1000 pour la première fois depuis deux ans. Il brise sa série à Cincinnati, où il remporte son premier tour contre Matteo Berrettini (4-6, 6-2, 6-3). Néanmoins, il ne parvient pas à enchaîner deux victoires et perd au match suivant face au Français Adrian Mannarino (4-6, 4-6).
Comme lors des deux derniers Grand Chelem, il perd au premier tour de l'US Open contre le local Mackenzie McDonald (65-7, 6-4, 1-6, 4-6), sa première défaite depuis quatre ans d'entrée dans ce tournoi. Il continue à perdre en entrée de tournoi à Pékin, où il tombe contre le jeune Danois Holger Rune (4-6, 4-6), numéro quatre mondial, et à Shanghai contre le Hongrois Márton Fucsovics en trois sets serrés (63-7, 6-4, 3-6).
Il rattrape une partie de sa saison maussade par un cinquième titre, réussissant à garder le trophée à Bâle en éliminant d'abord le jeune invité local Leandro Riedi (6-3, 6-2), les qualifiés Botic van de Zandschulp (6-4, 6-2) et Alexander Shevchenko (7-62, 3-6, 7-61), la tête de série numéro une Holger Rune (6-3, 6-2) et le Polonais Hubert Hurkacz, récent vainqueur du Masters 1000 de Shanghai en finale en deux tie-breaks.

### 2024:1refinaleen Masters 1000 à Madrid et 1/2 aux jeux Olympiques
Après un début de saison en demi-teinte, Félix Auger-Aliassime se qualifie pour sa première finale en Masters 1000 au Masters de Madrid. Il renverse le Japonais Yoshihito Nishioka (4-6, 6-1, 6-4) ainsi que le Français Adrian Mannarino (6-0, 6-4), tous deux peu à l'aise sur terre. Après avoir profité de l'abandon du jeune Jakub Menšík (6-1, 1-0 ab.), il sort un grand match contre le Norvégien Casper Ruud, sixième joueur mondial, récent vainqueur de son plus beau titre jusqu'alors à Barcelone, finaliste de Monte-Carlo, et finaliste des deux dernières éditions de Roland-Garros (6-4, 7-5). Il gagne ainsi son premier match contre un joueur du top 10 de la saison et le premier sur terre depuis environ trois ans. Un concours de circonstance favorable l'emmène en finale : il profite du forfait du numéro deux mondial Jannik Sinner, vainqueur de l'Open d'Australie en début d'année et de l'abandon rapide d'un deuxième Tchèque, Jiří Lehečka (3-3 ab.). Opposé en finale au Russe Andrey Rublev, septième mondial, il remporte le premier set mais s'incline dans un match serré (6-4, 5-7, 5-7).
Il confirme son regain de forme sur terre à Roland-Garros en parvenant pour la seconde fois de sa carrière en huitièmes de finale après plusieurs victoires sur le Japonais Yoshihito Nishioka (6-2, 6-4, 6-4), le qualifié allemand Henri Squire (6-4, 4-6, 6-3, 6-2) qui dispute pour la première fois de sa carrière le tableau final d'un Grand Chelem ainsi que le jeune Américain Ben Shelton en trois manches (6-4, 6-2, 6-1). Comme deux ans plus tôt, il échoue à ce stade contre un Espagnol, le jeune Carlos Alcaraz, numéro trois mondial (3-6, 3-6, 1-6).
Lors des Jeux olympiques de Paris, il réalise un parcours remarquable en double mixte avec sa compatriote Gabriela Dabrowski. Ils éliminent au premier tour Joe Salisbury et Heather Watson en trois manches (7-5, 4-6, [10-3]). Ensuite, ils gagnent contre les Américains Coco Gauff et Taylor Fritz en trois manches également (7-62, 3-6, [10-8]). Malgré une défaite en demi-finale contre la paire tchèque Kateřina Siniaková et Tomáš Macháč, ils gagnent la petite finale contre les Néerlandais Demi Schuurs et Wesley Koolhof en deux manches (6-3, 7-62). Cela leur permet de remporter la médaille de bronze. Il s'agit de la première médaille olympique du Canada en double mixte. En simple, il réalise également un beau parcours. Il bat, au premier tour, l'Américain Marcos Giron en deux manches (6-1, 6-4). Ensuite, il gagne contre l'Allemand Maximilian Marterer dans un match à sens unique (6-0, 6-1). Au troisième tour, il gagne contre Daniil Medvedev pour la première fois en carrière après 7 affrontements en deux manches (6-3, 7-65),. En quart de finale, il gagne contre le Norvégien Casper Ruud en trois manches (6-4, 68-7, 6-3). Il atteint à nouveau la ronde des médailles. Cependant, cette fois-ci, il perd les deux matchs suivants contre Carlos Alcaraz et Lorenzo Musetti et finit donc au pied du podium.

### 2025:6eet7etitresà Adélaïde et Montpellier et finale à Dubaï, victoire en Hopman Cup
Début janvier, il renverse alors qu'il est mal embarqué le Français Arthur Cazaux au premier tour d'Adélaïde (1-6, 6-4, 7-5). Sortant au tour suivant l'Américain Marcos Giron (7-63, 6-3), il en affronte un deuxième, la tête de série numéro une Tommy Paul qui a l'occasion de devenir Top 10 s'il gagne le match. Le Canadien s'en sort néanmoins en trois manches (7-63, 3-6, 6-4) pour jouer sa première finale de la saison contre la tête de série numéro deux, Sebastian Korda, finaliste du tournoi deux ans plus tôt. Il gagne le match (6-3, 3-6, 6-1) et empoche ainsi son sixième titre en carrière, le premier hors du continent européen et le premier sur une autre surface que le dur intérieur. Il devient également le premier Canadien à s'imposer dans l'histoire du tournoi.
Début février, il gagne le tournoi de Montpellier en battant de nouveau Arthur Cazaux (6-4, 7-65) puis Bu Yunchaokete (6-3, 6-4). En demi-finale, il bat Jesper de Jong (6-4, 7-64) pour atteindre sa deuxième finale de la saison après celle gagnée à Adelaïde. Il y affronte Aleksandar Kovacevic qu'il bat dans une grosse finale, lors de laquelle l'Américain sauve deux balles de match dans la 2e manche (6-2, 67-7, 7-62). Il remporte ainsi son 2e titre de la saison en 3 tournois. Il joue au cours du même mois et sauve d'abord une balle de match contre le qualifié Français Quentin Halys (4-6, 6-4, 7-62) avant d'être chanceux en profitant d'abord du forfait du jeune Hamad Medjedović, récent finaliste à Marseille, avant de gagner sur abandon face au Russe Daniil Medvedev, sixième joueur mondial (6-3, ab.). Il offre une belle résistance contre le dixième mondial, Andrey Rublev qu'il retrouve depuis sa finale à Madrid l'année passée, mais comme lors de son précédent match, s'incline en trois manches (5-7, 6-4, 65-7). Il enchaîne, profitant d'un tableau ouvert à Dubaï et y livrant de nouvelles batailles en trois manches contre le finaliste de la dernière édition, Alexander Bublik (7-67, 64-7, 6-3), le Portugais Nuno Borges qu'il renverse (4-6, 6-3, 7-5) et l'ancien vainqueur de l'US Open et vétéran Croate Marin Čilić (6-4, 3-6, 6-2). Il retrouve dans le dernier carré le qualifié Quentin Halys qui accède pour la première fois aux portes de la finale en ATP 500. Après un cinquième match en cinq sets, il s'en sort (5-7, 6-4, 6-3) pour jouer sa troisième finale en deux mois, devenant le premier Canadien à y accéder à Dubaï. Il est contraint à la défaite en finale contre l'ancien numéro trois Stéfanos Tsitsipás (3-6, 3-6).
Peu performant lors des Masters 1000 sur terre battue, il parvient néanmoins jusqu'en demi-finale à Hambourg, sortant le local Daniel Altmaier (6-3, 6-3) ainsi que deux Français, la jeune géant Giovanni Mpetshi Perricard (6-2, 6-4) et Alexandre Müller, tombeur du numéro trois mondial Alexander Zverev au tour précédent au terme d'un gros match (7-64, 66-7, 6-3). Fatigué, il s'incline en deux manches contre l'ancien Top 10 Andrey Rublev (1-6, 4-6) en demi-finale.
En juillet 2025, il remporte la Hopman Cup avec sa compatriote Bianca Andreescu, menant le Canada à son tout premier titre de la Hopman Cup.
Il dispute un nouveau quart de finale à Cincinnati, à la faveur d'un tableau ouvert et de succès sur l'Argentin Tomás Martín Etcheverry (6-2, 7-63) et sur les Français Arthur Rinderknech (7-64, 4-2 ab.) qui abandonne après un malaise et Benjamin Bonzi (6-4, 6-3). Il voit son parcours s'arrêter brutalement, expédié par le numéro un Jannik Sinner (0-6, 2-6), vainqueur de trois des quatre derniers Majeurs.

## Palmarès

### Titres en simple
| No | Date       | Nom et lieu du tournoi                      | Catégorie | Dotation    | Surface    | Finaliste            | Score           |          |
| -- | ---------- | ------------------------------------------- | --------- | ----------- | ---------- | -------------------- | --------------- | -------- |
| 1  | 07-02-2022 | ABN Amro World Tennis Tournament, Rotterdam | ATP 500   | 1 208 315 € | Dur (int.) | Stéfanos Tsitsipás   | 6-4, 6-2        | Parcours |
| 2  | 10-10-2022 | UniCredit Firenze Open, Florence            | ATP 250   | 612 000 €   | Dur (int.) | Jeffrey John Wolf    | 6-4, 6-4        | Parcours |
| 3  | 17-10-2022 | European Open, Anvers                       | ATP 250   | 648 130 €   | Dur (int.) | Sebastian Korda      | 6-3, 6-4        | Parcours |
| 4  | 24-10-2022 | Swiss Indoors Basel, Bâle                   | ATP 500   | 2 135 350 € | Dur (int.) | Holger Rune          | 6-3, 7-5        | Parcours |
| 5  | 23-10-2023 | Swiss Indoors Basel, Bâle                   | ATP 500   | 2 196 000 € | Dur (int.) | Hubert Hurkacz       | 7-63, 7-65      | Parcours |
| 6  | 06-01-2025 | Adelaide International, Adélaïde            | ATP 250   | 680 140 $   | Dur (ext.) | Sebastian Korda      | 6-3, 3-6, 6-1   | Parcours |
| 7  | 27-01-2025 | Open Occitanie, Montpellier                 | ATP 250   | 596 035 €   | Dur (int.) | Aleksandar Kovacevic | 6-2, 67-7, 7-62 | Parcours |

### Finales en simple
| No | Date       | Nom et lieu du tournoi                      | Catégorie    | Dotation    | Surface      | Vainqueur          | Score         |          |
| -- | ---------- | ------------------------------------------- | ------------ | ----------- | ------------ | ------------------ | ------------- | -------- |
| 1  | 18-02-2019 | Rio Open presented by Claro, Rio de Janeiro | ATP 500      | 1 786 690 $ | Terre (ext.) | Laslo Djere        | 6-3, 7-5      | Parcours |
| 2  | 19-05-2019 | Open Parc Auvergne-Rhône-Alpes, Lyon        | ATP 250      | 524 340 €   | Terre (ext.) | Benoît Paire       | 6-4, 6-3      | Parcours |
| 3  | 10-06-2019 | MercedesCup, Stuttgart                      | ATP 250      | 679 015 €   | Gazon (ext.) | Matteo Berrettini  | 6-4, 7-611    | Parcours |
| 4  | 10-02-2020 | ABN AMRO World Tennis Tournament, Rotterdam | ATP 500      | 2 013 855 € | Dur (int.)   | Gaël Monfils       | 6-2, 6-4      | Parcours |
| 5  | 17-02-2020 | Open 13 Provence, Marseille                 | ATP 250      | 691 880 €   | Dur (int.)   | Stéfanos Tsitsipás | 6-3, 6-4      | Parcours |
| 6  | 12-10-2020 | bett1HULKS Indoors, Cologne                 | ATP 250      | 271 345 €   | Dur (int.)   | Alexander Zverev   | 6-3, 6-3      | Parcours |
| 7  | 01-02-2021 | Murray River Open, Melbourne                | ATP 250      | 320 775 $   | Dur (ext.)   | Daniel Evans       | 6-2, 6-3      | Parcours |
| 8  | 08-06-2021 | Mercedes Cup, Stuttgart                     | ATP 250      | 543 210 €   | Gazon (ext.) | Marin Čilić        | 7-62, 6-3     | Parcours |
| 9  | 14-02-2022 | Open 13 Provence, Marseille                 | ATP 250      | 545 200 €   | Dur (int.)   | Andrey Rublev      | 7-5, 7-64     | Parcours |
| 10 | 24-04-2024 | Mutua Madrid Open, Madrid                   | Masters 1000 | 7 877 020 € | Terre (ext.) | Andrey Rublev      | 4-6, 7-5, 7-5 | Parcours |
| 11 | 24-02-2025 | Dubai Duty Free Tennis Championships, Dubaï | ATP 500      | 3 237 670 $ | Dur (ext.)   | Stéfanos Tsitsipás | 6-3, 6-3      | Parcours |

### Titre en double messieurs
| No | Date       | Nom et lieu du tournoi    | Catégorie    | Dotation    | Surface    | Partenaire     | Finalistes              | Score              |          |
| -- | ---------- | ------------------------- | ------------ | ----------- | ---------- | -------------- | ----------------------- | ------------------ | -------- |
| 1  | 02-11-2020 | Rolex Paris Masters Paris | Masters 1000 | 3 343 725 € | Dur (int.) | Hubert Hurkacz | Mate Pavić Bruno Soares | 63-7, 7-67, [10-2] | Parcours |

### Finale en double messieurs
| No | Date       | Nom et lieu du tournoi | Catégorie | Dotation    | Surface      | Vainqueurs                 | Partenaire     | Score     |          |
| -- | ---------- | ---------------------- | --------- | ----------- | ------------ | -------------------------- | -------------- | --------- | -------- |
| 1  | 14-06-2021 | Noventi Open Halle     | ATP 500   | 1 318 605 € | Gazon (ext.) | Kevin Krawietz Horia Tecău | Hubert Hurkacz | 7-64, 6-4 | Parcours |

### Titre en double mixte
| No | Date       | Nom et lieu du tournoi | Catégorie                  | Dotation | Surface    | Partenaire       | Finalistes                     | Score        |          |
| -- | ---------- | ---------------------- | -------------------------- | -------- | ---------- | ---------------- | ------------------------------ | ------------ | -------- |
| 1  | 16-07-2025 | Hopman Cup XXXIII Bari | Compétition par équipe ITF | NC $     | Dur (ext.) | Bianca Andreescu | Lucia Bronzetti Flavio Cobolli | 2 matchs à 1 | Parcours |

## Parcours dans les tournois duGrand Chelem

### En simple
| Année | Open d'Australie | Open d'Australie     | Internationaux de France | Internationaux de France | Wimbledon       | Wimbledon          | US Open         | US Open            |
| ----- | ---------------- | -------------------- | ------------------------ | ------------------------ | --------------- | ------------------ | --------------- | ------------------ |
| 2017  | —                | —                    | —                        | —                        | —               | —                  | Q2              | Serhiy Stakhovsky  |
| 2018  | —                | —                    | Q2                       | Jaume Munar              | —               | —                  | 1er tour (1/64) | Denis Shapovalov   |
| 2019  | Q2               | Christopher Eubanks  | —                        | —                        | 3e tour (1/16)  | Ugo Humbert        | 1er tour (1/64) | Denis Shapovalov   |
| 2020  | 1er tour (1/64)  | Ernests Gulbis       | 1er tour (1/64)          | Yoshihito Nishioka       | Annulé          | Annulé             | 1/8 de finale   | Dominic Thiem      |
| 2021  | 1/8 de finale    | Aslan Karatsev       | 1er tour (1/64)          | Andreas Seppi            | 1/4 de finale   | Matteo Berrettini  | 1/2 finale      | Daniil Medvedev    |
| 2022  | 1/4 de finale    | Daniil Medvedev      | 1/8 de finale            | Rafael Nadal             | 1er tour (1/64) | Maxime Cressy      | 2e tour (1/32)  | Jack Draper        |
| 2023  | 1/8 de finale    | Jiří Lehečka         | 1er tour (1/64)          | Fabio Fognini            | 1er tour (1/64) | Michael Mmoh       | 1er tour (1/64) | Mackenzie McDonald |
| 2024  | 3e tour (1/16)   | Daniil Medvedev      | 1/8 de finale            | Carlos Alcaraz           | 1er tour (1/64) | Thanasi Kokkinakis | 1er tour (1/64) | Jakub Menšík       |
| 2025  | 2e tour (1/32)   | A. Davidovich Fokina | 1er tour (1/64)          | Matteo Arnaldi           | 2e tour (1/32)  | Jan-Lennard Struff |                 |                    |

N.B. : à droite du résultat se trouve le nom de l'ultime adversaire.

### En double messieurs
| Année | Open d'Australie                                                                         | Open d'Australie | Internationaux de France | Internationaux de France | Wimbledon | Wimbledon | US Open | US Open |
| ----- | ---------------------------------------------------------------------------------------- | ---------------- | ------------------------ | ------------------------ | --------- | --------- | ------- | ------- |
| 2021  | 1er tour (1/32) Hubert Hurkacz \|\| style="text-align:left;" \| Ken Skupski Neal Skupski | —                | —                        | —                        | —         | —         | —       |         |

N.B. : le nom du partenaire se trouve sous le résultat ; les noms des ultimes adversaires se trouvent à droite.

## Parcours auMasters
| Année | Lieu  | Résultat    | Tour | Adversaires                           | Victoire / Défaite       | Scores                             |
| ----- | ----- | ----------- | ---- | ------------------------------------- | ------------------------ | ---------------------------------- |
| 2022  | Turin | Round Robin | RR   | Casper Ruud Rafael Nadal Taylor Fritz | Défaite Victoire Défaite | 64-7, 4-6 6-3, 6-4 64-7, 7-65, 2-6 |

## Parcours auxJeux olympiques

### En simple messieurs
| # | Date       | Nom de l'olympiade         | Surface             | Résultat                 | Ultime adversaire | Score         |          |
| - | ---------- | -------------------------- | ------------------- | ------------------------ | ----------------- | ------------- | -------- |
| 1 | 24/07/2021 | Olympic Tennis Event Tokyo | Dur (ext.)          | 1er tour (1/32)          | Max Purcell       | 6-4, 7-62     | Parcours |
| 2 | 27/07/2024 | Olympic Tennis Event Paris | Terre battue (ext.) | 4e place (petite finale) | Lorenzo Musetti   | 6-4, 1-6, 6-3 | Parcours |

### En double messieurs
| # | Date       | Nom de l'olympiade         | Surface             | Résultat        | Partenaire   | Ultimes adversaires     | Score      |          |
| - | ---------- | -------------------------- | ------------------- | --------------- | ------------ | ----------------------- | ---------- | -------- |
| 1 | 27/07/2024 | Olympic Tennis Event Paris | Terre battue (ext.) | 1er tour (1/16) | Milos Raonic | Taylor Fritz Tommy Paul | 7-614, 6-4 | Parcours |

### En double mixte
| # | Date       | Nom de l'olympiade         | Surface             | Résultat       | Partenaire         | Ultimes adversaires              | Score     |          |
| - | ---------- | -------------------------- | ------------------- | -------------- | ------------------ | -------------------------------- | --------- | -------- |
| 1 | 28/07/2021 | Olympic Tennis Event Tokyo | Dur (ext.)          | 1er tour (1/8) | Gabriela Dabrowski | María Sákkari Stéfanos Tsitsipás | 6-3, 6-4  | Parcours |
| 2 | 29/07/2024 | Olympic Tennis Event Paris | Terre battue (ext.) | Bronze         | Gabriela Dabrowski | Demi Schuurs Wesley Koolhof      | 6-3, 7-62 | Parcours |

## Parcours enCoupe Davis
| #                                                                                     | Date          | Lieu       | Surface             | Gagnant(s)                             | Perdant(s)                             | Score          |          |
|                                                                                       |               |            |                     |                                        |                                        |                |          |
| 2019 - 1er tour (groupe mondial) - Slovaquie - Canada - 2 : 3                         |               |            |                     |                                        |                                        |                |          |
| 1                                                                                     | 01-02/02/2019 | Bratislava | Terre battue (int.) | Martin Kližan                          | Félix Auger-Aliassime                  | 7-5, 6-3       | Parcours |
| 1                                                                                     | 01-02/02/2019 | Bratislava | Terre battue (int.) | Martin Kližan Filip Polášek            | Félix Auger-Aliassime Denis Shapovalov | 3-6, 7-5, 6-3  | Parcours |
| 1                                                                                     | 01-02/02/2019 | Bratislava | Terre battue (int.) | Félix Auger-Aliassime                  | Norbert Gombos                         | 6-3, 6-4       | Parcours |
|                                                                                       |               |            |                     |                                        |                                        |                |          |
| 2019 - Finale (groupe mondial) - Canada - Espagne - 0 : 2                             |               |            |                     |                                        |                                        |                |          |
| 2                                                                                     | 24/11/2019    | Madrid     | Dur (int.)          | Roberto Bautista-Agut                  | Félix Auger-Aliassime                  | 7-63, 6-3      | Parcours |
|                                                                                       |               |            |                     |                                        |                                        |                |          |
| 2022 - Phase de poules (groupe mondial - Groupe B) - Corée du Sud - Canada - 1 : 2    |               |            |                     |                                        |                                        |                |          |
| 3                                                                                     | 13/09/2022    | Valence    | Dur (int.)          | Kwon Soon-woo                          | Félix Auger-Aliassime                  | 7-65, 6-3      | Parcours |
| 3                                                                                     | 13/09/2022    | Valence    | Dur (int.)          | Félix Auger-Aliassime Vasek Pospisil   | Nam Ji-sung (en) Song Min-kyu          | 7-5, 5-7, 6-3  | Parcours |
|                                                                                       |               |            |                     |                                        |                                        |                |          |
| 2022 - Phase de poules (groupe mondial - Groupe B) - Espagne - Canada - 1 : 2         |               |            |                     |                                        |                                        |                |          |
| 4                                                                                     | 16/09/2022    | Valence    | Dur (int.)          | Félix Auger-Aliassime                  | Carlos Alcaraz                         | 63-7, 6-4, 6-2 | Parcours |
| 4                                                                                     | 16/09/2022    | Valence    | Dur (int.)          | Félix Auger-Aliassime Vasek Pospisil   | Marcel Granollers Pedro Martínez       | 4-6, 6-4, 7-5  | Parcours |
|                                                                                       |               |            |                     |                                        |                                        |                |          |
| 2022 - Phase de poules (groupe mondial - Groupe B) - Serbie - Canada - 2 : 1          |               |            |                     |                                        |                                        |                |          |
| 5                                                                                     | 17/09/2022    | Valence    | Dur (int.)          | Félix Auger-Aliassime                  | Miomir Kecmanović                      | 6-3, 6-4       | Parcours |
|                                                                                       |               |            |                     |                                        |                                        |                |          |
| 2022 - 1/4 de finale (groupe mondial) - Allemagne - Canada - 1 : 2                    |               |            |                     |                                        |                                        |                |          |
| 6                                                                                     | 24/11/2022    | Malaga     | Dur (int.)          | Félix Auger-Aliassime                  | Oscar Otte                             | 7-61, 6-4      | Parcours |
|                                                                                       |               |            |                     |                                        |                                        |                |          |
| 2022 - 1/2 finale (groupe mondial) - Italie - Canada - 1 : 2                          |               |            |                     |                                        |                                        |                |          |
| 7                                                                                     | 26/11/2022    | Malaga     | Dur (int.)          | Félix Auger-Aliassime                  | Lorenzo Musetti                        | 6-3, 6-4       | Parcours |
| 7                                                                                     | 26/11/2022    | Malaga     | Dur (int.)          | Félix Auger-Aliassime Vasek Pospisil   | Matteo Berretini Fabio Fognini         | 7-62, 7-5      | Parcours |
|                                                                                       |               |            |                     |                                        |                                        |                |          |
| 2022 - Finale (groupe mondial) - Canada - Australie - 2 : 0                           |               |            |                     |                                        |                                        |                |          |
| 8                                                                                     | 27/11/2022    | Malaga     | Dur (int.)          | Félix Auger-Aliassime                  | Alex de Minaur                         | 6-3, 6-4       | Parcours |
|                                                                                       |               |            |                     |                                        |                                        |                |          |
| 2024 - Phase de poules (groupe mondial - Groupe D) - Canada - Argentine - 2 : 1       |               |            |                     |                                        |                                        |                |          |
| 9                                                                                     | 10/09/2024    | Manchester | Dur (int.)          | Félix Auger-Aliassime                  | Sebastián Báez                         | 6-3, 6-3       | Parcours |
|                                                                                       |               |            |                     |                                        |                                        |                |          |
| 2024 - Phase de poules (groupe mondial - Groupe D) - Canada - Finlande - 3 : 0        |               |            |                     |                                        |                                        |                |          |
| 10                                                                                    | 12/09/2024    | Manchester | Dur (int.)          | Félix Auger-Aliassime                  | Otto Virtanen                          | 6-2, 6-3       | Parcours |
| 10                                                                                    | 12/09/2024    | Manchester | Dur (int.)          | Félix Auger-Aliassime Denis Shapovalov | Harri Heliövaara Otto Virtanen         | 6-2, 7-5       | Parcours |
|                                                                                       |               |            |                     |                                        |                                        |                |          |
| 2024 - Phase de poules (groupe mondial - Groupe D) - Canada - Grande-Bretagne - 2 : 1 |               |            |                     |                                        |                                        |                |          |
| 11                                                                                    | 15/09/2024    | Manchester | Dur (int.)          | Félix Auger-Aliassime                  | Jack Draper                            | 7-68, 7-5      | Parcours |

Son bilan en Coupe Davis est le suivant :
| Simple                   | Double                   |
| ------------------------ | ------------------------ |
| Victoire(s) - Défaite(s) | Victoire(s) - Défaite(s) |
| 9 - 3                    | 4 - 1                    |

Source : (en) Félix Auger-Aliassime - Win / Loss. sur le site de la Coupe Davis

## Confrontations avec ses principaux adversaires
Confrontations lors des différents tournois ATP et en Coupe Davis avec ses principaux adversaires (6 confrontations minimum et avoir été membre du top 10). Classement par pourcentage de victoires. Situation au 26 mai 2025 :
Les joueurs retraités sont en gris.
| Joueur                | Meilleur classement | Confrontations | Victoires | Défaites | Pourcentage de victoires | Dernière confrontation                            |
| --------------------- | ------------------- | -------------- | --------- | -------- | ------------------------ | ------------------------------------------------- |
| Andrey Rublev         | 5                   | 8              | 1         | 7        | 12,5                     | défaite (1-6, 4-6) au tournoi de Hambourg 2025    |
| Daniil Medvedev       | 1                   | 9              | 2         | 7        | 22,2                     | victoire (6-3, ab.) au tournoi de Doha 2025       |
| Alexander Zverev      | 2                   | 8              | 2         | 6        | 25                       | défaite (2-6, 4-6) au Masters de Miami 2024       |
| Matteo Berrettini     | 6                   | 7              | 2         | 5        | 28,6                     | défaite (67-7, 62-7) au tournoi de Gstaad 2024    |
| Stéfanos Tsitsipás    | 3                   | 10             | 3         | 7        | 30                       | défaite (3-6, 3-6) au tournoi de Dubaï 2025       |
| Carlos Alcaraz        | 1                   | 7              | 3         | 4        | 42,9                     | défaite (1-6, 1-6) aux Jeux olympiques 2024       |
| Lorenzo Musetti       | 6                   | 7              | 3         | 4        | 42,9                     | défaite (6-4, 2-6, 3-6) au Masters de Miami 2025  |
| Roberto Bautista-Agut | 9                   | 6              | 3         | 3        | 50                       | défaite (6-3, 2-6, 66-7) au tournoi d'Anvers 2024 |
| Denis Shapovalov      | 10                  | 6              | 3         | 3        | 50                       | défaite (4-6, 5-7) au tournoi de Stockholm 2021   |
| Casper Ruud           | 2                   | 7              | 4         | 3        | 57,1                     | victoire (6-3, 6-1) au Masters de Cincinnati 2024 |
| Cameron Norrie        | 8                   | 6              | 5         | 1        | 83,3                     | victoire (6-3, 6-4) au Masters de Montréal 2022   |

## Victoires sur le top 10
Toutes ses victoires sur des joueurs classés dans le top 10 de l'ATP lors de la rencontre.
| Légende                                  |
| Grand Chelem                             |
| Masters                                  |
| Jeux olympiques                          |
| Masters 1000                             |
| ATP 500                                  |
| ATP 250                                  |
| Coupe Davis ATP Cup Laver Cup United Cup |

| #  | F.A.-A. | Tournoi         | Année | Surface      | Adversaire         | Rang  | Tour   | Score                    |
| -- | ------- | --------------- | ----- | ------------ | ------------------ | ----- | ------ | ------------------------ |
| 1  | no 58   | Indian Wells    | 2019  | Dur          | Stéfanos Tsitsipás | no 10 | 1/32   | 6-4, 6-2                 |
| 2  | no 21   | Queen's         | 2019  | Gazon        | Stéfanos Tsitsipás | no 6  | 1/4    | 7-5, 6-2                 |
| 3  | no 21   | Rome            | 2021  | Terre battue | Diego Schwartzman  | no 10 | 1/16   | 6-1, 6-3                 |
| 4  | no 21   | Halle           | 2021  | Gazon        | Roger Federer      | no 8  | 1/8    | 4-6, 6-3, 6-2            |
| 5  | no 19   | Wimbledon       | 2021  | Gazon        | Alexander Zverev   | no 6  | 1/8    | 6-4, 7-66, 3-6, 3-6, 6-4 |
| 6  | no 17   | Cincinnati      | 2021  | Dur          | Matteo Berrettini  | no 8  | 1/8    | 6-4, 6-3                 |
| 7  | no 11   | ATP Cup         | 2022  | Dur          | Alexander Zverev   | no 3  | Poules | 6-4, 4-6, 6-3            |
| 8  | no 9    | Rotterdam       | 2022  | Dur (int.)   | Andrey Rublev      | no 7  | 1/2    | 65-7, 6-4, 6-2           |
| 9  | no 9    | Rotterdam       | 2022  | Dur (int.)   | Stéfanos Tsitsipás | no 4  | Finale | 6-4, 6-2                 |
| 10 | no 13   | Coupe Davis     | 2022  | Dur (int.)   | Carlos Alcaraz     | no 1  | Poules | 63-7, 6-4, 6-2           |
| 11 | no 13   | Laver Cup       | 2022  | Dur (int.)   | Novak Djokovic     | no 7  | Poules | 6-3, 7-63                |
| 12 | no 9    | Bâle            | 2022  | Dur (int.)   | Carlos Alcaraz     | no 1  | 1/2    | 6-3, 6-2                 |
| 13 | no 6    | Masters         | 2022  | Dur (int.)   | Rafael Nadal       | no 2  | Poules | 6-3, 6-4                 |
| 14 | no 19   | Bâle            | 2023  | Dur (int.)   | Holger Rune        | no 6  | 1/2    | 6-3, 6-2                 |
| 15 | no 35   | Madrid          | 2024  | Terre battue | Casper Ruud        | no 6  | 1/8    | 6-4, 7-5                 |
| 16 | no 19   | Jeux olympiques | 2024  | Terre battue | Daniil Medvedev    | no 5  | 1/8    | 6-3, 7-65                |
| 17 | no 19   | Jeux olympiques | 2024  | Terre battue | Casper Ruud        | no 9  | 1/4    | 6-4, 68-7, 6-3           |
| 18 | no 19   | Cincinnati      | 2024  | Dur          | Casper Ruud        | no 8  | 1/16   | 6-3, 6-1                 |
| 19 | no 29   | United Cup      | 2025  | Dur          | Taylor Fritz       | no 4  | Poules | 4-6, 7-5, 6-3            |
| 20 | no 23   | Doha            | 2025  | Dur          | Daniil Medvedev    | no 6  | 1/4    | 6-3, ab.                 |

## Classements ATP en fin de saison
| Année          | 2015 | 2016 | 2017 | 2018 | 2019 | 2020 | 2021 | 2022 | 2023 | 2024 |
| Rang en simple | 760  | 601  | 162  | 109  | 21   | 21   | 11   | 6    | 29   | 29   |
| Rang en double | –    | 805  | 992  | 559  | –    | 77   | 132  | 257  | 167  | –    |

Source : (en) Classements de Félix Auger-Aliassime sur le site officiel de la Fédération internationale de tennis